# 잠무 카슈미르 분란

잠무 카슈미르주 분란 또는 잠무 카슈미르 분란은 인도의 잠무 카슈미르에서 1989년 7월 13일부터 현재까지 진행되고 있는 분란을 말한다.
인도령 잠무 카슈미르주 정부의 조사에서는 최대 10만여 명 이상이 부모를 잃었다고 나와있으나, 2012년 사회학자 바쉬드 아마드 다블라의 《카슈미르 내 고아와 사별여성에 대한 사회학적 연구》(A Sociological Study of Widows and Orphans in Kashmir)에 따르면 발생한 고아는 214,000명로 추정된다.
카슈미르 문제를 만드는 세 가지 세력은 다음과 같다. 파키스탄으로 대표되는 종교적 민족주의 세력과 세속적 민족주의를 보여주는 인도, 카슈미르인이라는 전통적인 민족주의 정체성을 가진 카슈미르이다. 서로가 분리독립을 바란다고 지적하지만 이들의 주장은 일관되지 않고 대조적이며 모순적이다. 일반적으로 파키스탄인들은 힌두교도와 무슬림이 종교적으로 다를 뿐만 아니라 다른 민족성을 가진다고 배우며, 무슬림이 주류인 카슈미르에서 살고 있는 카슈미르인들은 일반적으로 파키스탄에 합류해야 한다고 생각한다.
6,500만 명의 무슬림들은 서쪽의 파키스탄과 동파키스탄, 현재 방글라데시에 합류했으나 3,500만 명의 인도 공화국 내 무슬림들은 그렇지 않았다. 카슈미르 인구가 4백만일 때, 인도 공화국 내 무슬림들은 1억 명의 규모로 성장했다. 만약 카슈미르가 종교적 민족주의의 이유로 혹은 독립을 위해 도움을 요청한다면, 파키스탄이 인도 공화국 내의 무슬림들의 이익에 대한 위험을 감수하면서까지 카슈미르를 지키려고 하진 않을 것이다. 카슈미르가 추구하는 권리가 개인의 자유를 비롯한 권리였다면, 카슈미르계 무슬림들이 어떤 활동을 하는지에 대해서 카슈미르 밖에 거주하는 무슬림들은 관심이 없었을 것이다. 카슈미르인들은 인도에서 뿐만 아니라 전세계적으로 그들의 민족적 정체성을 인정받고 싶어한다. 이러한 상황에서 파키스탄이 인도로부터 분리독립했다는 사실은 인도 공화국 내 무슬림들이 파키스탄의 대외적 활동에 영향을 받을 수밖에 없도록 만든다.

## 역사

### 인도의 독립
영국은 인도 아대륙을 영국 동인도 회사를 통해 17세기부터 지배해왔고 인도 아대륙은 1858년부터 영국의 직접 지배를 받았다. 시간이 흘러 영국의 영향력은 약해져 갔고 이는 인도 아대륙 지배에서도 마찬가지였다. 인도 아대륙 내에서 다수인 힌두교도들과 소수인 무슬림들이 내전을 일으킬 가능성이 있었음에도 불구하고 영국은 인도의 독립을 인정하기로 했다. 결국 1948년이 시작되기 전까지 인도 통치를 포기하겠다는 결정을 영국 의회를 통해 내렸다.

### 1947년 인도 공화국으로의 편입
헌법 조항 370조는 인도 국민의 카슈미르주에 대한 부동산 구입과 정착을 막을 수 있도록 하는 역할도 했으며, 현재 인도 내 유일한 무슬림 다수 지역인 잠무 카슈미르 지역을 인도가 편입할 수 있게 하는 역할을 했다. 헌법 조항 370조는 잠무 카슈미르의 깃발와 개별적인 입법권을 인정하는, 즉 자치권을 부여하는 35A항을 포함하는 조항이다. 이 자치권은 잠무-카슈미르가 거주권, 재산권, 기본권을 보장할 수 있도록 헌법적 권한을 부여하는 권리였다.

이 조항이 인도의 헌법에 들어가게 된 것은 초대 총리 자와할랄 네루와 카슈미르의 정치적 리더였던 셰이크 압둘라(Sheikh Abdullah) 사이에서 몇 년간 이뤄졌던 협상의 결과였다.
파키스탄의 초대 대통령이 되는 무함마드 알리 진나는 번왕국들이 인도와 파키스탄 중 한 곳을 선택해야 한다고 주장했다. 하지만 셰이크 압둘라와 그를 수장으로 하는 공동체인 잠무 카슈미르 민족 회의는 종교로 나라가 나뉘어져선 안된다고 보았으며, 종교가 정치에 영향을 미쳐선 안된다는 세속주의를 따랐다. 잠무 카슈미르 번왕국의 번왕과, 그와 싸우던 민족 회의 모두 둘 중 한 나라를 선택해야 한다는 파키스탄을 거부했다.

### 1989년 이슬람 무장 운동
1989년부터 인도의 카슈미르 통치에 반발하는 이슬람 무장 운동이 시작되었고, 높은 실업률과 인도 보안군의 물리적인 시위 진압에 대한 불만이 증가하면서 상황이 악화되었다.
1990년 인도 보안군이 잠무 카슈미르주 내에서의 질서 유지를 위해 민간인이나 사법부의 감시없이 조사, 체포, 압류, 사살할 수 있는 권한(Armed Forces Special Powers Act)을 인도 의회의 승인을 받아 가지게 되었고, 1998년 인도 보안군에게 구금, 고문, 살해당한 굴람 레구에 대한 진정서를 2007년 인도 대법원에서 기각한 것도 같은 취지에서였다.
인도 정부나 각국 무관들의 견해는 다르나 인도령 잠무 카슈미르에 주둔하고 있는 무장 병력은 6개에서 7개 대대 정도로, 56,638명 또는 50,981명이 배치되어 있다. 잠무 카슈미르에 인도군 병력 로써 세계에서 가장 군사화된 지역인 카슈미르는 70만여 명의 병력이 주둔하고 있다. 이는 아프가니스탄, 이라크, 리비아보다 높은 비율이다. 하지만 인도는 자료의 수치가 과장된 것이라며 인정하지 않고 있다.
잠무 카슈미르에 주둔하는 인도군 외의 병력은 모두 인도 내무부 산하의 준군사조직이다. 이 준군사조직에는 인도 국경수비대(Border Security Force, BSF)가 가장 우세하고, 이 외에 인도 중앙경찰예비대(Central Industrial Security Force, CISF), 인도 티베트 국경수비대(Indo-Tibetan Border Police Force ITBP), 인도 중앙산업보안군(Central Industrial Security Force CISF), 인도 경찰예비대(Indian Reserve Police IRP), 사샤스트라 시마 발(Sashastra Seema Bal, SSB)이 있다. 정보기관으로는 인도 국내정보국(IB)과 인도 연구분석원(RAW)이 있는데 인도 연구분석원의 요원들은 지역(district)마다 8명씩 배치되며 요원 한 명은 인도 경찰의 경정(Senior Superintendent of Police, SSP)과 지위가 같다.
잠무 카슈미르주 아난트나그의 하이그라운드 기지는 최대 150여 가구가 가지고 있던 땅을 보상이나 대여없이 불법적으로 점유하고, 마을을 감시할 목적으로 세워졌다.

### 2019년 자치권 박탈
2019년 8월 초, 인도의 총리 나렌드라 모디는 38,000명의 인도 보안군을 잠무 카슈미르에 추가로 배치하기로 결정하고, 8월 4일 일요일부터 힌두교 순례여행은 취소와 대학교와 학교들이 휴교를 명령했다.
여행객들은 "가능한 한 빨리 떠나라"는 철수 명령을 받았으며 휴대전화와 인터넷이 차단되었고 지역 정치인들은 가택연금을 당했다.
그 중에서는 정치인 뿐만 아니라 활동가를 포함하여 모두 100여 명이 체포되었다.
카슈미르 주민들은 8월 5일 월요일 인도 내무부 장관인 아미트 샤가 헌법 370조를 폐지하고 인도 의회를 통해 잠무 카슈미르의 특별 지위를 박탈하겠다고 발표한 것을 알지 못했다. 헌법 370조의 폐지는 힌두 민족주의자이자 인도 인민당의 당수인 나렌드라 모디 총리가 주장하는 구호 중 하나였고, 인도 인민당은 5월 재선에서 압도적인 승리를 거뒀다.
한편 8월 7일 수요일 인도 당국은 시위대들 중 사망한 한 명이 통금 시간을 지키지 않아 경찰에 연행되던 중 물에 뛰어들어 익사했다고 발표했다.
카슈미르에서 가장 큰 도시인 스리나가르의 거리에는 바리케이트가 설치되었고 이동이 통제되었다. 이 조치 이후로 700백만 명에 가까운 사람들이 가족이나 친구에게 연락할 방법없이 카슈미르에 발이 묶였다. 카슈미르에 대한 이러한 인도 정부의 명령은 전례없는 것이었다.
헌법 370조는 몇십 년 동안 그 의미가 상당히 희석되었고 잠무 카슈미르는 자신들만의 헌법과 깃발을 가졌을 뿐, 인도의 다른 주들보다 자치권이 강했던 것은 아니었다. 여당인 인도 인민당 정부는 1950년대부터 지속되던 카슈미르의 헌법적 지위를 부정했고, 이는 카슈미르에 민주주의적 변화를 우려하는 인도 정부의 의도가 반영된 결과이기도 했다. 비록 이런 민주주의적 변화의 조짐이 거의 없었음에도 불구하고, 카슈미르의 자치권을 박탈한 것은 현 인도 정부가 가장 중요하고 상징적으로 여긴 조치였기 때문이다. 같은 해 5월 인도 인민당의 재선 공약에는 카슈미르의 특수한 지위를 폐지하고 경제 발전을 촉진시키겠다는 공약이 있었는데, 많은 무슬림이 거주한다는 이유나 파키스탄의 반발을 이유로 잠무 카슈미르를 특별히 대우할 이유가 없다고 주장하고 있다.
잠무 카슈미르주 정부가 운영하는 쉬레 카슈미르 의학 연구소(SKIMS)는 5명에서 6명의 아이들이 인도의 시위 진압과정에서 부상을 입었다고 밝혔다. 이중 한 명이 공기총을 맞아 병원으로 옮겨졌으나 생명에는 지장이 없는 것으로 알려졌다. 통신이 끊겼기 때문에 카슈미르에 있는 알 자지라 특파원들은 위성 전화를 이용하는 지역 저널리스트들과 와이파이를 통해 정보를 얻고, 승객을 가장해 USB 드라이브들을 공항으로 배송하거나, 잠무 카슈미르주 외부의 도시를 통해 정보를 공유하기도 했다.
8월 10일 이둘 아드하와 메카로의 순례여행을 막았던 24시간 통금 조치가 해제되었지만 유선 전화와 인터넷이 끊긴 것은 여전했다. 한편 같은 날 스리나가르에서 시위대를 해산시키기 위해 인도 보안군이 최루가스를 살포하고 공기총 사격을 가했으나, 인도 정부는 시위는 없었다고 발표했다.

## 참고 자료
- Ashutosh Varshney (1991년 11월). “India, Pakistan, And Kashmir: Antinomies of Nationalism”. 《Asian Survey》 (University of California Press) 31 (11). JSTOR 2645304.

## 같이 보기
- 2019년 풀와마 공격